# 儒贝尔
儒貝爾（Joseph Joubert，1754年5月7日─1824年5月4日），法國文人，以身後出版的《隨思錄》(Pensées)而聞名。
儒貝爾身體羸弱，一生中多數時間在鄉間度過。大學時修讀神學，熱愛古希臘、羅馬的文學。1778年到巴黎，認識了狄德羅等百科全书派的文人，但對眾人的作風有所保留。
終其一生，未有著述，身故後好友夏多布里昂(François-René, vicomte de Chateaubriand)替他整理筆記，結集成《隨思錄》，頗獲稱賞。往後，該書由儒氏的後人多次增訂，使他獲得了身後的文名。
錢鍾書在《談藝錄》中,多次引用儒貝爾。

## 外部連結
- 《隨思錄》原文 （页面存档备份，存于）